# 김동호 (배우)
김동호(金東浩, 1985년 8월 17일~)는 대한민국의 배우이다.
2005년 뮤지컬 '비밀의 정원'으로 데뷔하였으며, 2011년 MBC 《반짝반짝 빛나는》의 강대범 역을 통해 드라마에 첫 출연하였다. 이후 KBS 드라마 《난폭한 로맨스》에서 김태한 역을, 《넝쿨째 굴러온 당신》에서는 한규현 역을 맡았다.

## 학력
- 단국대학교 (공연영화학부)

## 주요 출연작

### TV 드라마
- 2011년 MBC 주말연속극 《반짝반짝 빛나는》... 강대범 역
- 2012년 KBS2 수목드라마 《난폭한 로맨스》... 김태한 역
- 2012년 KBS2 주말연속극 《넝쿨째 굴러온 당신》... 한규현 역
- 2016년 SBS 일일드라마 《사랑은 방울방울》 ... 윤동준 역
- 2020년 JTBC 금토드라마 《우아한 친구들》 ... 서주원 역
- 2020년 KBS2 월화드라마 《그놈이 그놈이다》... 결혼식 하객 역(특별출연)
- 2021년 JTBC 금토드라마 《언더커버》 ... 천우진 역
- 2021년 SBS 금요드라마 《펜트하우스 3》 ... 옷가게 사장 역(특별출연)
- 2023년 KBS2 월화드라마 《혼례대첩》... 안동건 역

### 영화
- 2014년 《어느 날 첫사랑이 쳐 들어왔다》... 영재 역
- 2021년 《창애》... 카페 사장 기영 역
- 2021년 《단`ㅅ 패밀리 남바완》

### 예능
- MBC 《일밤 - 남심여심》
- JTBC 《여보세요》
- MBC 《미스터리 음악쇼 복면가왕》 - 세계로 가는 기차
- KBS2 《노래싸움 -  승부》

### 뮤지컬
- 2005년 《비밀의 정원》
- 2006년 《그리스》
- 2006년 《젊은 베르테르의 슬픔》
- 2006년 《한여름밤의 악몽》
- 2007년 《김종욱 찾기》
- 2007년 《그리스》
- 2007년 《뷰티풀 게임》
- 2008년 《쓰릴 미》
- 2008년 《햄릿 시즌2》
- 2009년 《드라큘라 : 더 뮤지컬》
- 2009년 《싱글즈》
- 2009년 《그리스》
- 2010년~2011년 《궁》
- 2013년 《광화문 연가2》
- 2013년 《하이스쿨 뮤지컬》
- 2013년~2014년 《웨딩싱어》
- 2016년 《쓰릴 미》
- 2016년 《키다리 아저씨》
- 2017년 《키다리 아저씨》
- 2017년 《이블데드》
- 2017년~2018년 《혐오스런 마츠코의 일생》
- 2018년 《젊음의 행진》
- 2018년 《브로드웨이 42번가》
- 2018년 《키다리 아저씨》

### 연극
- 2010년 《트루웨스트》
- 2011년 《옥탑방 고양이》

## 홍보대사
- 2011년 - 프레타포르테 부산 2012 S/S 컬렉션 홍보대사

## 앨범
- 2011년 《반짝반짝 빛나는》 OST Part5

## 수상 및 후보
| 연도 | 시상식              | 부문                   | 작품            | 결과 |
| ---- | ------------------- | ---------------------- | --------------- | ---- |
| 2011 | MBC 드라마대상      | 연속극부문 남자 신인상 | 반짝반짝 빛나는 | 후보 |
| 2012 | 제48회 백상예술대상 | TV부문 남자 신인연기상 | 반짝반짝 빛나는 | 후보 |